# Brushback pitch

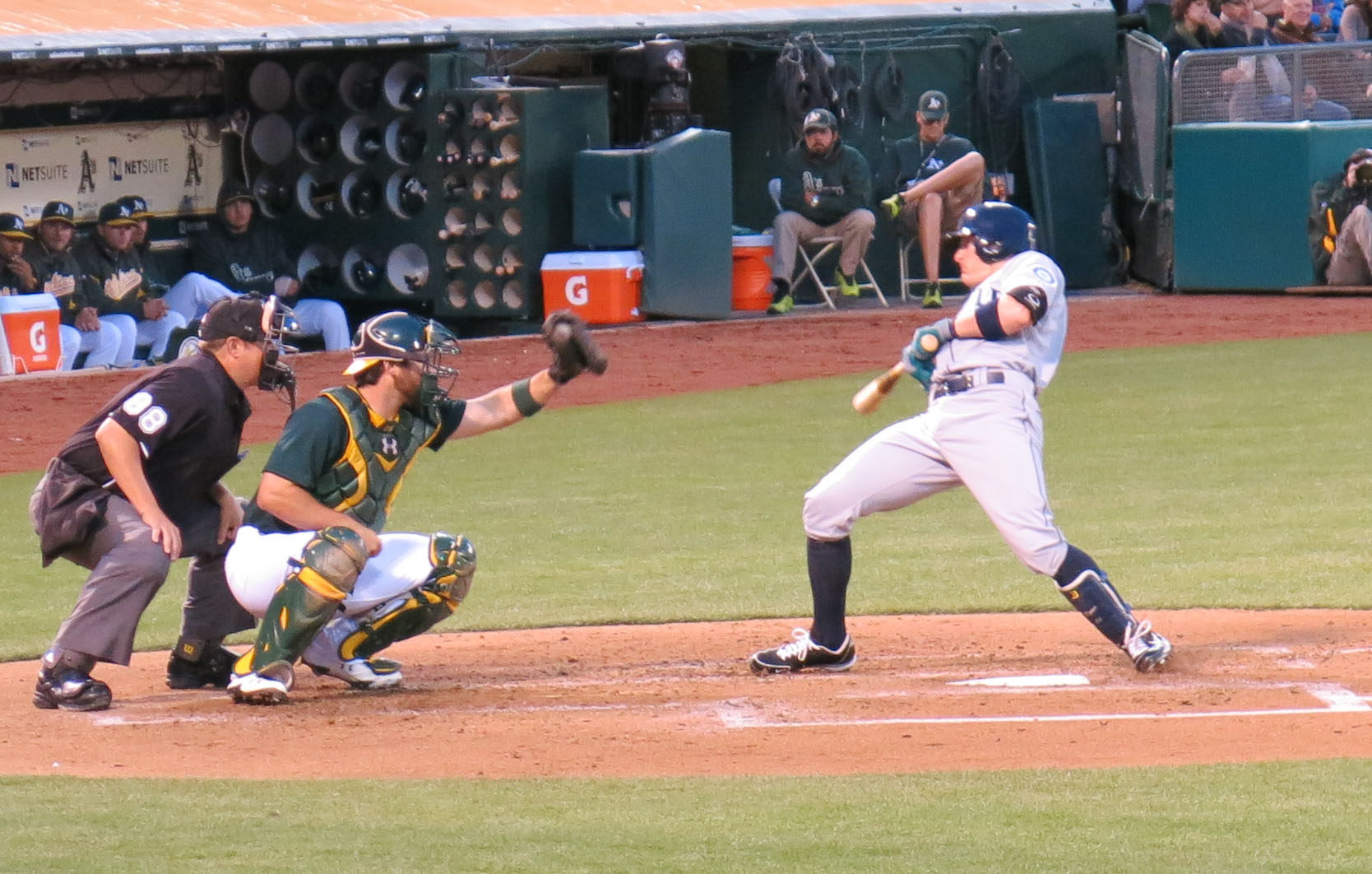
Ein Schlagmann (r.) weicht einem Brushback Pitch aus.

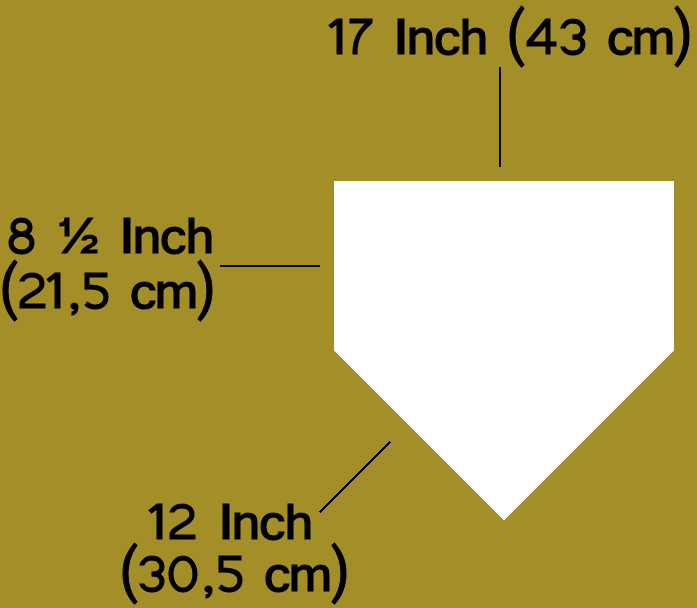
Die Home Plate eines Baseballfeldes ist 43 Zentimeter breit.

Ein Brushback pitch (engl.: „brushback“ = zurückbürsten) ist ein spezieller Pitch (Wurf) des Pitchers beim Baseball. Hierbei zielt der Pitcher absichtlich knapp neben den Körper des gegnerischen Schlagmannes, um ihn dazu zu bringen, sich beim nächsten Wurf weiter weg von der 43 Zentimeter breiten Home Plate aufzustellen und somit „zurück zu bürsten“.
Die Absicht des Pitchers ist es, den gegnerischen Schlagmann einzuschüchtern. Stellt sich z. B. ein rechtshändiger Schlagmann beim nächsten Pitch weiter weg von der Home Plate auf (d. h. weiter nach links), so sinkt seine Wahrscheinlichkeit, einen nach außen (d. h. aus seiner Sicht nach rechts) gepitchten Ball zu treffen. Der Brushback pitch unterscheidet sich taktisch von den regulären Würfen, da meist neben die Strike Zone gezielt wird: Daher ist es schwer, ein Strike zu werfen, sondern ein Ball (und somit ein mögliches Base on Balls) wird bewusst in Kauf genommen. Zu betonen ist, dass ein einzelner Brushback pitch ein sportlich legitimes Mittel darstellt und ein Hit by Pitch, bei dem der Schlagmann durch den Wurf getroffen wird, nicht erwünscht ist. Werden allerdings mehrere Brushback pitches geworfen (insbesondere knapp neben das Kinn), kann der Schiedsrichter den Pitcher verwarnen oder gar vom Platz stellen.
Berüchtigte Brushback-Pitcher, die in der Baseball Hall of Fame sind, waren Don Drysdale und Bob Gibson. Anzumerken ist, dass sie trotz ihrer Spielweise in ihrer Karriere lediglich 154- bzw. 102-mal einen hit by pitch provozierten, während z. B. der für seine Fairness gerühmte Hall-of-Fame-Pitcher Walter Johnson 205 Schlagmänner traf.